# スワン・プリンセス/白鳥の湖
『スワン・プリンセス/白鳥の湖』（スワン・プリンセス/はくちょうのみずうみ、原題：The Swan Princess）は、1994年11月18日に公開されたアメリカ合衆国のアニメーション映画。
ドイツの民話『白鳥の湖』を劇場用長編アニメ化したラヴストーリーである。本作はウォルト・ディズニー・スタジオに14年間在籍し、1985年に独立したリチャード・リッチが監督を務め、製作期間に4年半を費やして完成させた。ディズニーアニメーションの伝統的な制作手法を引き継ぎ、全編手描きで描かれており、おおよそ総セル画数22万枚ほどの作画枚数で製作されてきた。
本国では劇場公開時にディズニーがライオン・キングの再演をぶつける妨害を行ったこともあり、2100万ドルの製作費に対して興行収入が980万ドルに留まるなど興行的には大失敗に終わった。一方で作品そのものはある程度の評価を受け、1995年にはアニー賞 長編作品賞にノミネートされた。また、ビデオスルーではあるものの続編シリーズも制作されており、日本に輸入されていない作品も含めると2023年までに合計12作が発売されている。
日本では1995年3月25日に劇場公開された。DREAMS COME TRUEのミュージックフィルム『すき』＆『ETERNITY』と同時上映（限定初公開）。映画ポスターのキャッチコピーは「夢が翼を広げたとき、愛は永遠（エタニティ）の時を超える。」。1995年8月11日にソニー・ミュージックエンタテインメントから日本語吹替版と字幕スーパー版のVHSとLDが発売されているが、DVD化はされなかった。

## キャスト
| 役名         | 英語版声優                                                                       | 日本語吹替                      |
| ------------ | -------------------------------------------------------------------------------- | ------------------------------- |
| オデット姫   | ミシェル・ニカストロ リズ・キャラウェイ（歌） エイドリアン・ザーヒリー（幼少期） | 剱持たまき                      |
| デレク王子   | ハワード・マクギリン アダム・ワイル（幼少期）                                    | 森川智之（台詞） 井上正樹（歌） |
| ロスバート   | ジャック・パランス レックス・デ・アゼベート（歌）                                | 笹野高史                        |
| ユバータ王妃 | サンディ・ダンカン                                                               | 郡愛子                          |
| ウィリアム王 | デイキン・マシューズ                                                             | 水野龍司                        |
| ジャン＝ボブ | ジョン・クリーズ デヴィッド・ジッペル（歌）                                      | 中尾隆聖                        |
| スピード     | スティーヴン・ライト ジョナサン・ハダリ（歌）                                    | 島香裕                          |
| パフィン中尉 | スティーヴ・ヴィノヴィッチ                                                       | 川久保潔                        |
| ロジャース卿 | マーク・ハレリック                                                               | はせさん治                      |
| チェンバレン | ジェームズ・アーリントン デイヴィス・ゲインズ（歌）                              | 富田伊知郎                      |
| 従者ブロム   | ジョエル・マッキノン・ミラー                                                     | 安西正弘                        |
| ナレーター   | ブライアン・ニッセン                                                             | 田中秀幸                        |

※その他の日本語吹替：滝沢ロコ／松本大／大川透／小野英昭／和賀由利子／中崎達也／片山理央／曽根洋介

## 主題歌
- エンディングテーマ『Eternity』（歌：ドリームズ・カム・トゥルー）
- 挿入歌『Far Longer Than Forever』（歌：レジーナ・ベル＆ジェフリー・オズボーン）
  - 1995年 第52回ゴールデングローブ賞にノミネートされた。

## スタッフ
- 監督：リチャード・リッチ（英語版）
- 製作：リチャード・リッチ、ジャレッド・F・ブラウン、マシュー・メイザー
- 脚本：ブライアン・ニッセン
- 原案：リチャード・リッチ、ブライアン・ニッセン
- 製作総指揮：ジャレッド・F・ブラウン、セルドン・ヤング
- キャラクターデザイン：スティーヴン・E・ゴードン
- 音楽：レックス・デ・アゼベート（英語版）
- 編集：アルメッタ・ジャクソン・ハムレット、ジェームズ・コフォード
- 美術：ジェームズ・コールマン

## 日本語版制作スタッフ
- 制作：高橋史江（Epic/Sony Records）、林紀夫（株式会社電通）
- 制作補：歌あさ緒（Epic/Sony Records）
- 演出：佐藤敏夫
- 字幕翻訳：稲田嵯裕里
- 吹替翻訳：木原たけし
- 訳詞：佐藤恵子、小寺陽子
- 音楽指導：近藤浩章、亀川浩未
- 調整：安藤邦男、光安辰清
- 録音スタジオ：アオイスタジオ
- 制作担当：古川直正、神部宗之（東北新社）
- 日本語版制作：（株）東北新社

## 関連商品
CD
- 「スワン・プリンセス－白鳥の湖－ オリジナル・サウンドトラック」（Epic/Sony Records、1995年1月26日発売）ESCA-6161

VHS
- 「スワン・プリンセス/白鳥の湖 日本語吹替版」（ソニー・ミュージック エンタテインメント、1995年8月11日発売）ESVE-1332
- 「スワン・プリンセス/白鳥の湖 字幕スーパー版」（ソニー・ミュージック エンタテインメント、1995年8月11日発売）ESVE-1333
- 「スワン・プリンセス/白鳥の湖 日本語吹替版」（ソニー・ピクチャーズ エンタテインメント、1997年10月22日発売）BNS-23308 [3]
- 「スワン・プリンセス/白鳥の湖 字幕スーパー版」（ソニー・ピクチャーズ エンタテインメント、1997年10月22日発売）BCS-23308

LD
- 「スワン・プリンセス/白鳥の湖 日本語吹替版」（ソニー・ミュージック エンタテインメント、1995年8月11日発売）ESLE-1081
- 「スワン・プリンセス/白鳥の湖 字幕スーパー版」（ソニー・ミュージック エンタテインメント、1995年8月11日発売）ESLE-1082